# Montejurra

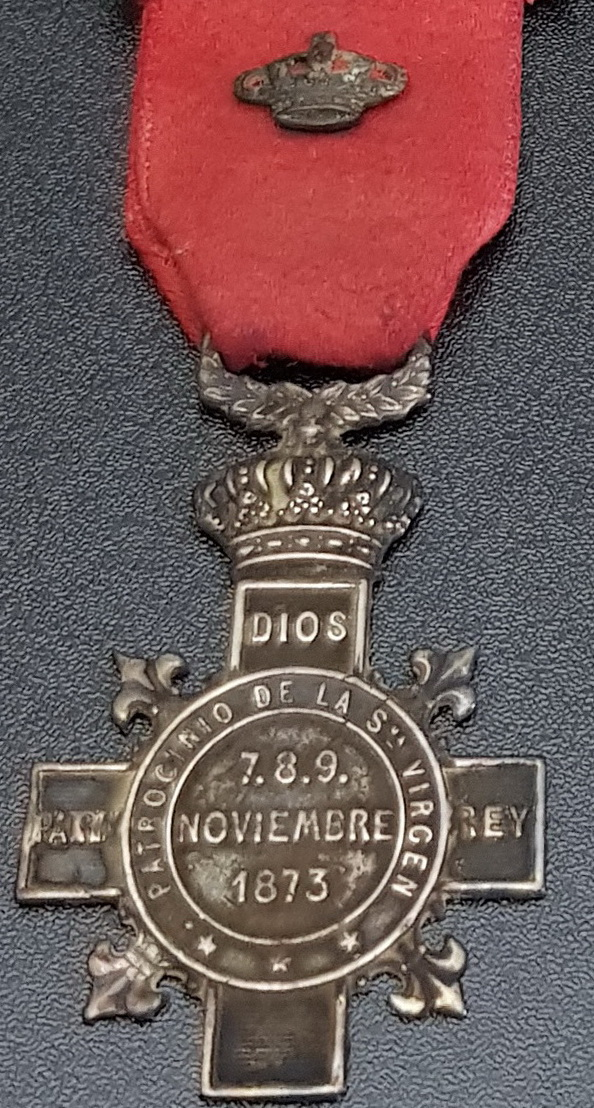
Médaille commémorative de la bataille de Montejurra.

Montejurra ou Jurramendi en basque est une montagne de 1 045 m d'altitude situé en Navarre (Espagne), près de la localité d'Ayegui. Elle se trouve entre les vallées de La Solana, San Esteban de La Solana et le comté de Lerín, près d'Estella. Son sommet offre une excellente vue sur la mérindade d'Estella et les massifs adjacents d'Urbasa, Andia et Lokiz.
C'est le lieu des pèlerinages traditionnels du carlisme car il s'y déroula en 1873 une importante bataille, au cours de la troisième guerre carliste.

## Histoire
Le 9 mai 1976, pendant la transition démocratique espagnole, des tireurs d'extrême-droite, soutenus par les services secrets espagnols, tuent deux personnes lors d'une cérémonie tenue par le parti carliste. Cet événement est devenu connu sous le nom du massacre de Montejurra. Chaque année, le parti carliste commémore ces morts.

## Source
- (es) Cet article est partiellement ou en totalité issu de l’article de Wikipédia en espagnol intitulé « Montejurra » (voir la liste des auteurs).